# Liste d'autobus utilisés à Londres
Ceci est une liste des autobus utilisés par les opérateurs d'autobus et les voyagistes à Londres au cours des XXe et XXIe siècles. L'année est celle du premier véhicule construit. Les autobus dont le nom est en gras sont aujourd'hui toujours utilisés.

## Autobus LGOC
- Type X (1909)
- Type B (1910)

## Autobus AEC

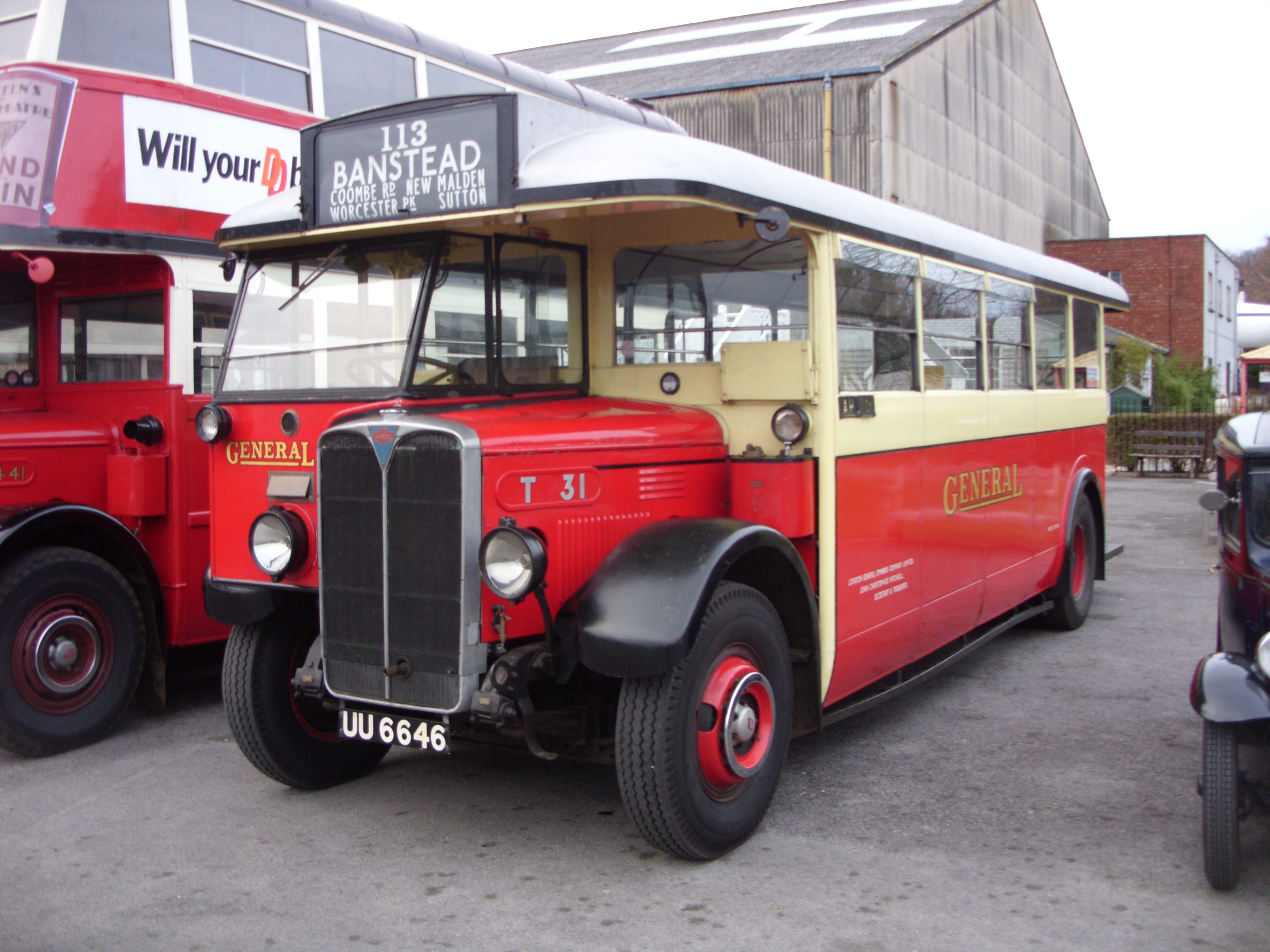
AEC Regal (1929)

- AEC Regal (1929)Type K (1919)
- Type S (1920)
- Type T (1920)
- Type NS (1922)
- Type LT (1929)
- Type ST (1929)
- Regal (1929)
- Regent (1929)
- Type Q (1932)
- Regent III RT (1939)
- Regent II (1945)
- Regal III (1947)
- Regent III (1947
- Regal IV (1949)
- Routemaster (1954)
- Merlin/Swift (1964)

## Autres autobus utilisés
- Alexander Dennis Enviro200 Dart/Enviro 200H (2006)
- Alexander Dennis Enviro400/Enviro400H (2006)
- DAF SB220 (East Lancs Myllenium/Optare Delta recarrossés) (1989)
- Daimler Fleetline (1979)
- Dennis Dart (Plaxton Pointer/Carlyle Works recarrossé) (1995)
- Dennis Dart SLF (Plaxton Pointer/Alexander ALX200/Caetano Nimbus/MCV Evolution/East Lancs Myllenium recarrossés